# Бзогу
Бзо́гу — село в Лазаревском районе муниципального образования «город-курорт Сочи» Краснодарского края. Входит в состав Солохаульского сельского округа.

## География

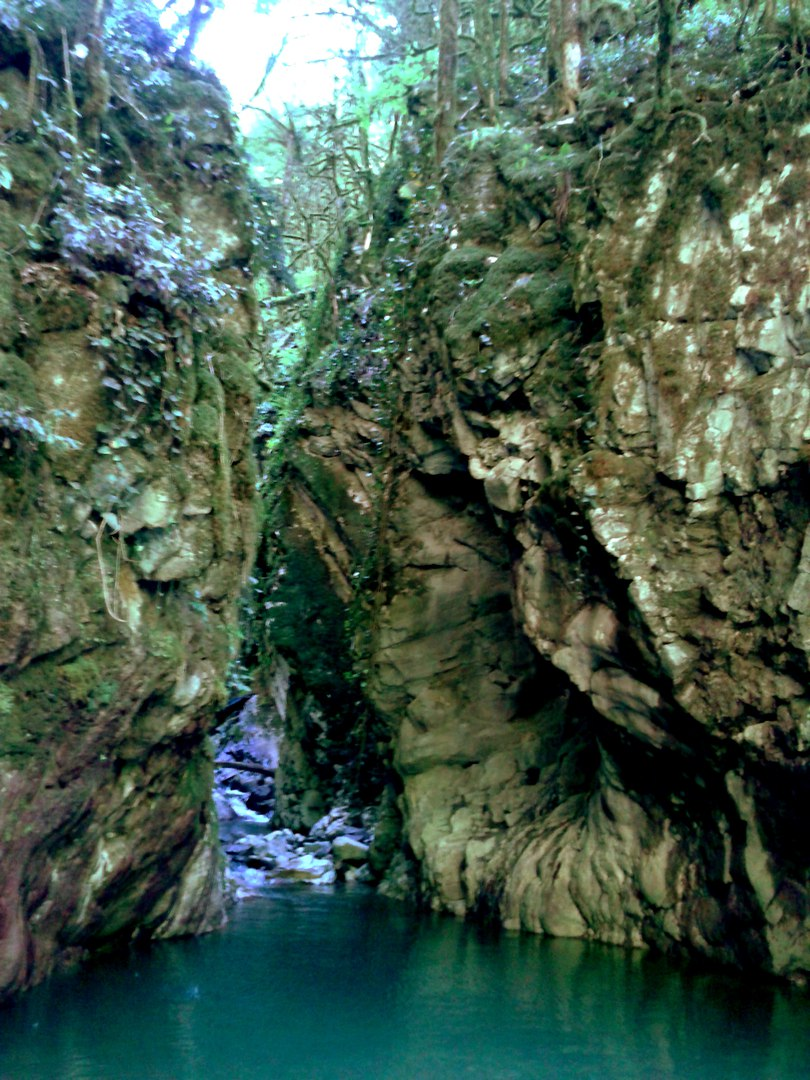
Каньон реки Бзогу

Селение расположено в центральной части Лазаревского района города-курорта Сочи, в долине реки Бзогу, чуть выше его впадения в Шахе. Находится в 12 км к востоку от окружного центра Харциз Первый, в 92 км к юго-востоку от районного центра Лазаревское и в 73 км к северо-западу от Центрального Сочи (по дороге).
Граничит с землями населённого пункта — Солохаул на западе. На востоке расположен заброшенный посёлок Бзыч, в 20 км к северу — заброшенное село Бабук-Аул.
Населённый пункт расположен в горной зоне Причерноморского побережья. Рельеф местности в основном холмистый с ярко выраженными колебаниями относительных высот. Средние высоты на территории села составляют около 458 метров над уровнем моря. Абсолютные высоты в окраинах села достигают 1000 метров над уровнем моря.
Гидрографическая сеть представлена рекой Шахе и его левым притоком Бзогу. На реке Бзогу имеются несколько водопадов, наиболее крупными из которых являются — водопады Бзогу и Молочный. Через реку Шахе проложен висячий мост.
Климат на территории села влажный субтропический. Среднегодовая температура воздуха составляет около +13,0°С, со средними температурами июля около +22,5°С, и средними температурами января около +5,5°С. Среднегодовое количество осадков составляет около 1400 мм. Основная часть осадков выпадает в зимний период.

## Этимология
По наиболее признанной версии, название села и реки Бзогу происходят от убыхского «бзыгу», от бзы — река, и гу, что в адыго-абхазских языках означает — середина или средняя. Возможно в корне названия лежит гъу — пересыхающая. Таким образом название Бзогу можно перевести как «средняя река» или «пересыхающая река».
По другой версии в названии топонима лежит убыхское слово «бзхгу», что в переводе означает — «пастбище» (в устье речки был высокий луг). Или возможно искажённое адыгское «бгъузэ», что в переводе означает — «узкий» (возможно связанное с узким каньоном реки Бзогу).

## История

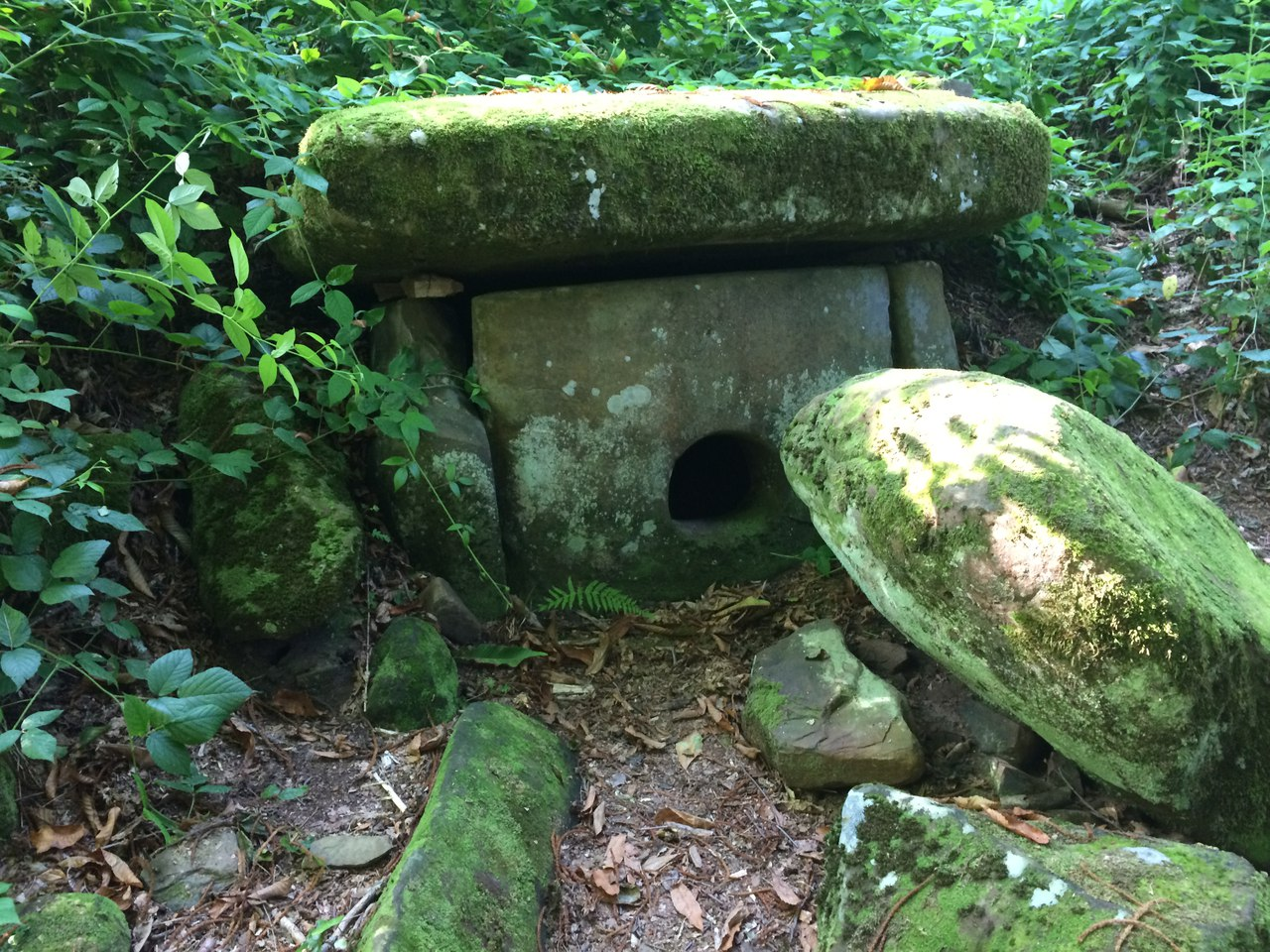
Дольмен в долине реки Бзогу

Первые поселения в долине реки Бзогу были основаны ещё в древние времена, о чём говорят сохранившиеся здесь материальные памятники, в частности древние мегалитические сооружения — дольмены.
До завершения Кавказской войны поселения коренных жителей (в основном шапсуги и убыхи) и их сельскохозяйственные угодья (пашни, сады) располагались по обоим берегам реки Бзогу, в ее нижнем и среднем течениях. Однако после завершения войны в 1864 году, местное население было выселено в результате мухаджирства.
По данным экспедиции Министерства земледелия, производившей исследование этой территории в 1896 году, развалины горских поселений по реке Бзогу входили в состав местности, названной в отчете «Солох-аул».
Современное село Бзогу постепенно начали заселять с 1917 года. В списке населенных мест Сочинского округа Черноморской губернии за 1917 год, село Бзогу значится как «урочище (поляна) Бзого».
С 1922 года село числилось в составе Сочинского района (в 1934 году переименован в Адлерский) Черноморского округа. В 1930 году здесь уже было 37 дворов.
В 1934 году было передано в подчинение Солох-аульскому сельскому совету Адлерского района.
С 26 декабря 1962 года по 12 января 1965 года село Бзогу в связи с упразднением Лазаревского района, числилось в составе Туапсинского района.
В 1965 году передано в состав Солох-Аульского сельского округа Лазаревского района города-курорта Сочи.
В последние годы советской власти, население села сильно сократилось из-за оттока населения.

## Население
| 2002 | 2010 |
| ---- | ---- |
| 3    | ↗12  |

Национальный состав
По данным Всероссийской переписи населения 2010 года:
| Народ   | Численность, чел. | Доля от всего населения, % |
| ------- | ----------------- | -------------------------- |
| русские | 9                 | 75,0 %                     |
| армяне  | 3                 | 25,0 %                     |
| всего   | 12                | 100 %                      |

## Достопримечательности

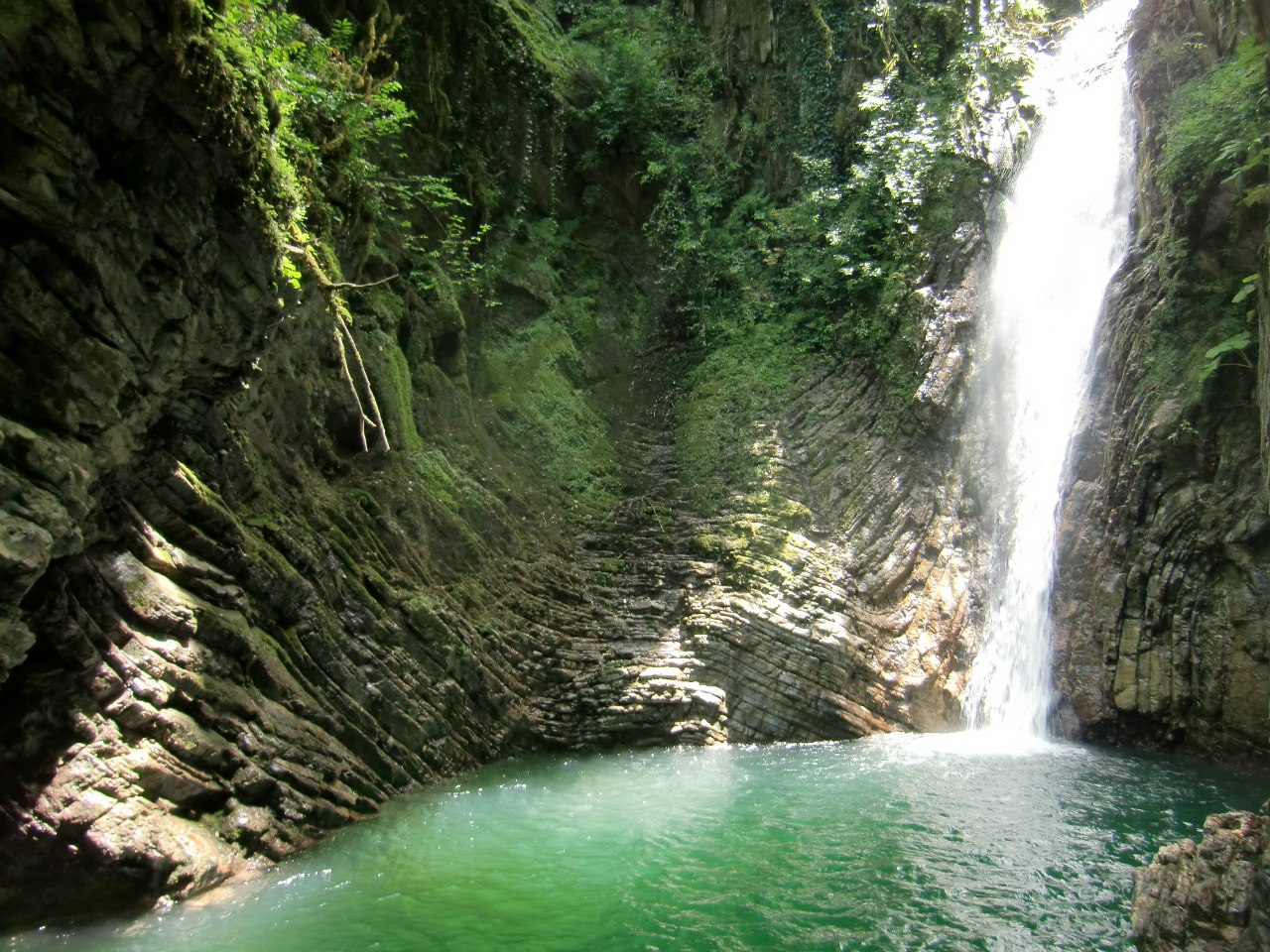
Водопад Бзогу

- Водопады Бзогу
- Водопад Молочный
- Хребет Бзогу
- Урочище «Три Дуба»

## Инфраструктура
Основные объекты социальной инфраструктуры расположены в окружном центре — селе Харциз Первый.

## Улицы
В селе всего одна улица — Благовещенская.